# 木村仁
木村 仁（きむら ひとし、1934年6月24日 - 2023年11月15日）は、日本の政治家、自治官僚。位階は従三位。
消防庁長官（第17代）、自治大学校長、参議院議員（2期）、防災情報機構顧問などを歴任。

## 来歴

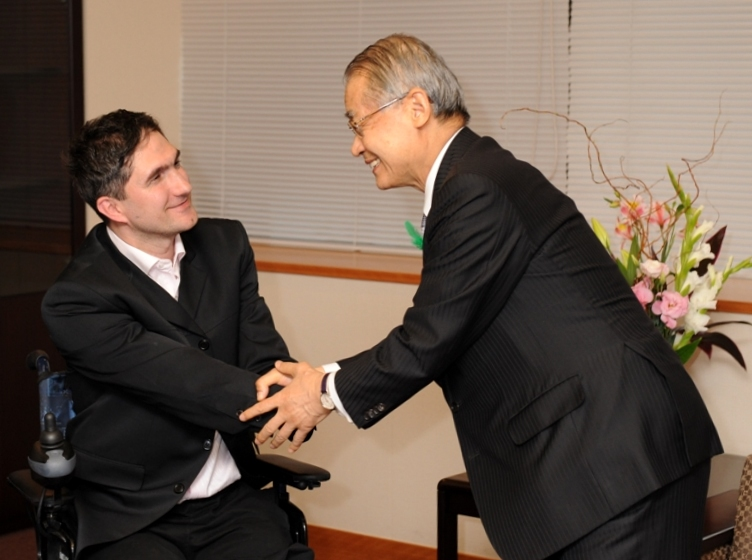
2008年4月、外務省にてブラニスラブ・カペタノビッチ（左）の表敬訪問を受けた折

熊本県出身。熊本市立白川中学校、熊本県立熊本高等学校卒業。
1958年、東京大学法学部第2類（公法コース）卒業。地方自治庁入省。大阪府総務部地方課。
1961年、大阪府総務部庶務課兼総務部地方課。その後、福島県地方課長、奈良県総務部長で勤務。
1979年4月1日、自治省行政局振興課長。1982年4月1日 - 自治省行政局公務員部公務員第一課長。1983年11月15日 - 自治省行政局行政課長。
1984年7月、静岡県副知事。
1986年8月1日、自治省大臣官房審議官（企画兼行政担当）。1986年9月19日、自治大学校長。1987年9月21日、自治省行政局長。1989年6月30日、消防庁長官。1991年10月、自治省退職。11月、全国町村会事務総長。
1994年11月20日、熊本市長選挙に立候補するが落選。
1995年、野村総合研究所参与。1996年、東海大学法学部法律学科非常勤講師（地方自治法担当）。
1998年、第18回参議院議員通常選挙熊本県選挙区から立候補し、初当選。2001年、第1次小泉内閣で国土交通大臣政務官（国土関係及び北海道開発関係）就任。
2004年、第20回参議院議員通常選挙熊本県選挙区で再選。2007年8月、第1次安倍改造内閣で外務副大臣。9月、福田康夫内閣で外務副大臣（再任）。
2009年12月23日、政界からの引退を表明する。
2010年3月、自民党両院議員総会長に就任。7月 - 参議院議員の任期満了により退職。財団法人創造くまもとを設立し代表理事を務める。11月、旭日重光章受章。
2023年11月15日、敗血症のため、神奈川県川崎市の病院で死去した。89歳没。死没日付をもって従三位に叙された。

## 人物
- 東京大学落語研究会OBで、芸名は「もらい亭全遊」であった[12]。

## 政策
- 選択的夫婦別姓制度導入に反対[13]。

## 政治資金
- 諫早湾干拓事業、川辺川ダムの受注企業から、1995年～2000年の間に296万円の献金を受けている[14]。
- 2001年、日本歯科医師連盟から橋本龍太郎元首相にヤミ献金として1億円が小切手で渡され、橋本派会計責任者が起訴された事件（日歯連闇献金事件）に関して、その一億円の使途の一部は、木村ら旧橋本派議員への「もち代」として使われた、と指摘された[15]。

## 主な著書
- 『都市からの出発』（宮沢弘共著）　読売新聞、1973年
- 『八十年代の行政管理』　第一法規出版、1984年

## 所属していた団体・議員連盟
- 神道政治連盟国会議員懇談会
- アメリカンフットボール議員連盟
- 平成研究会